# Transport w Jordanii

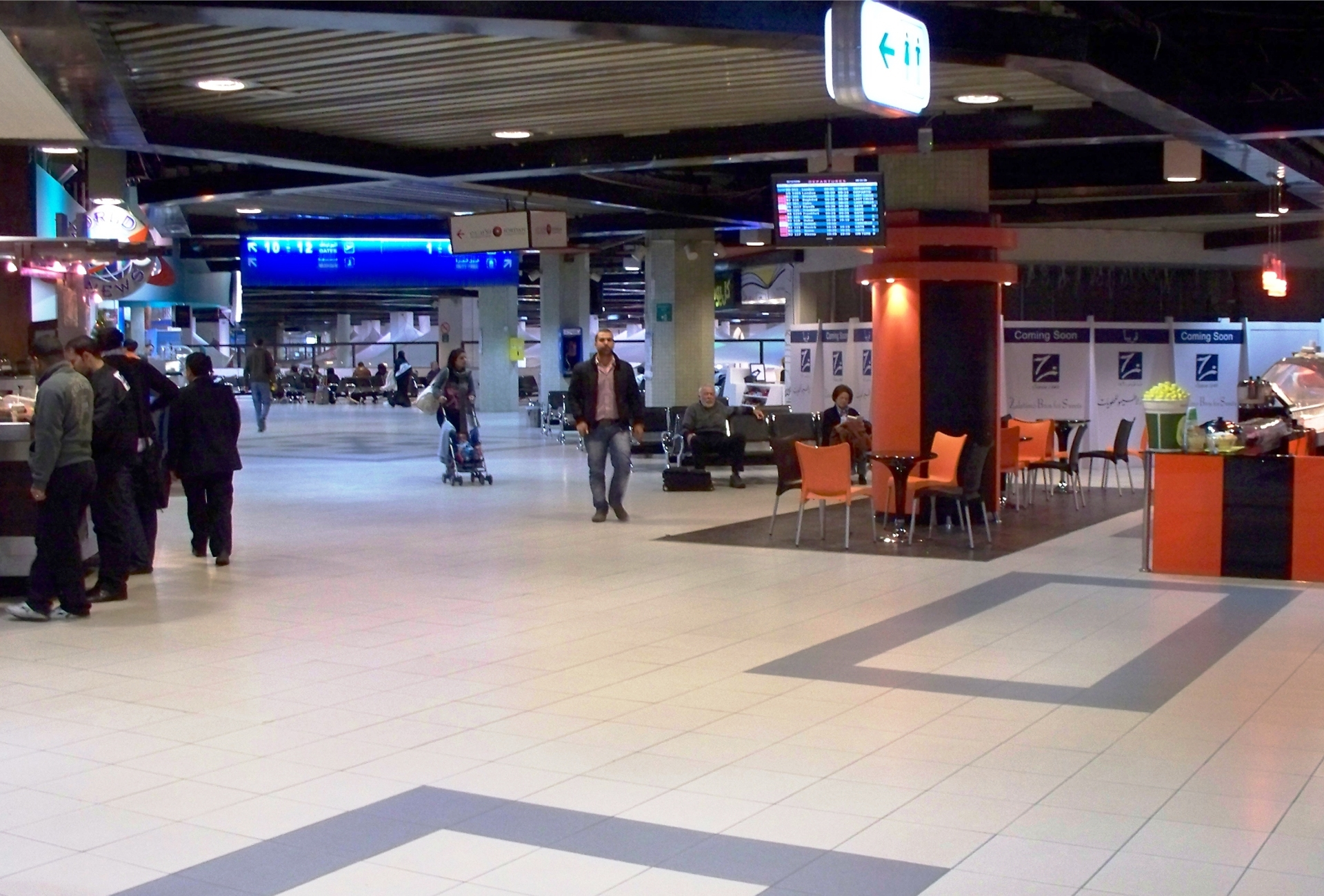
Wnętrze międzynarodowego lotniska im. Królowej Alii

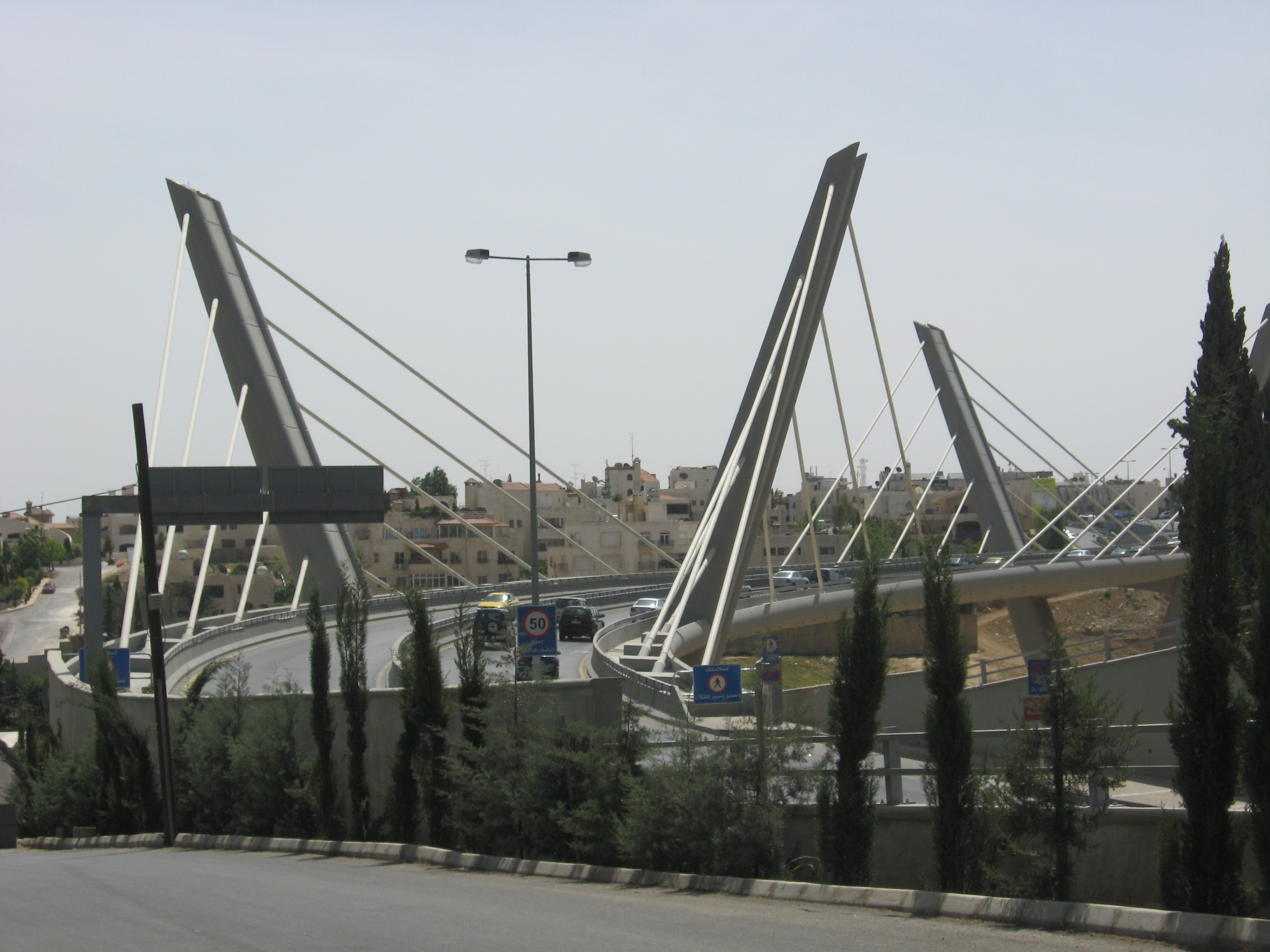
Most Abdoun, łączący wschód i zachód Ammanu

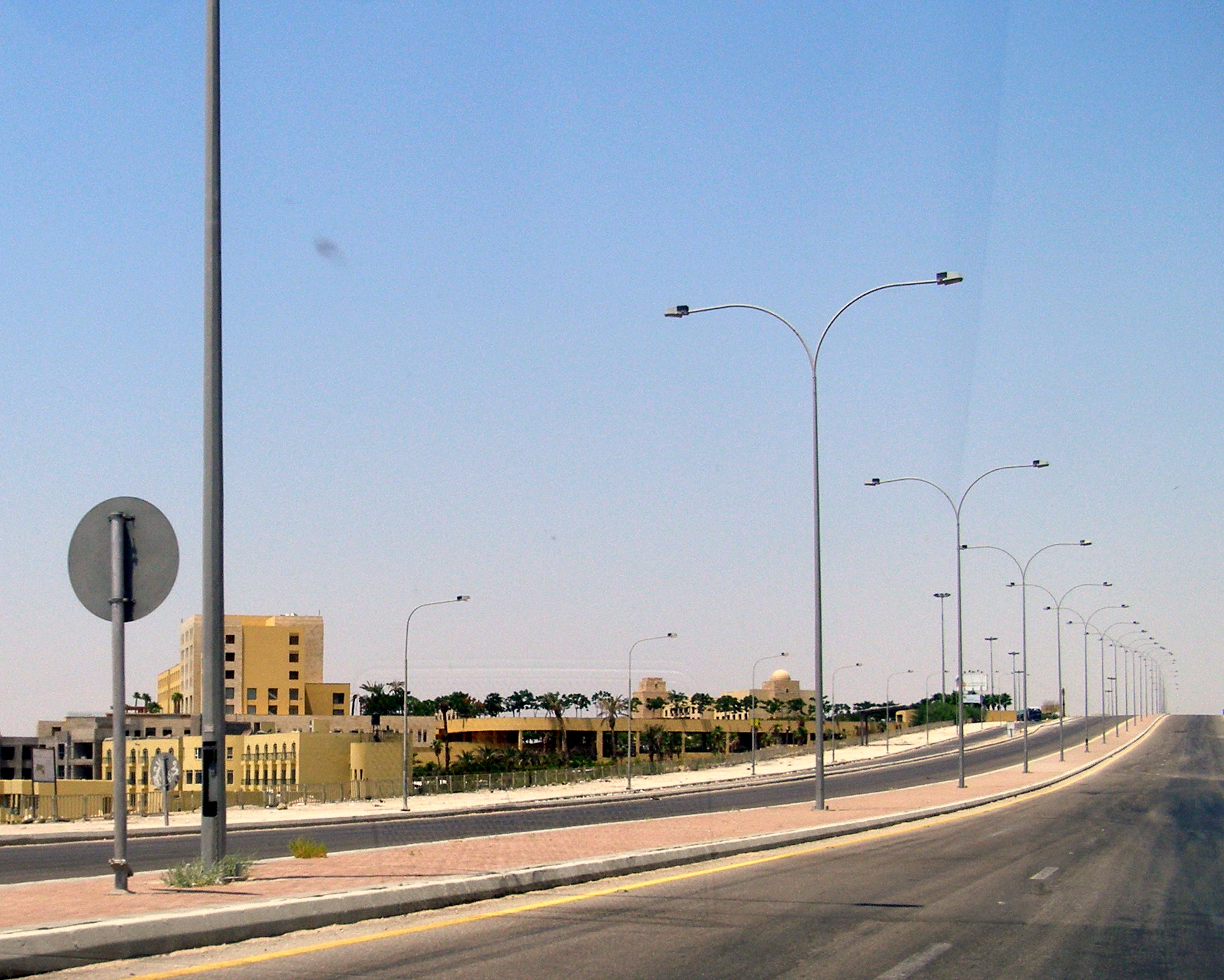
Autostrada 65 (Dead Sea Highway) przechodząca przez Morze Martwe.

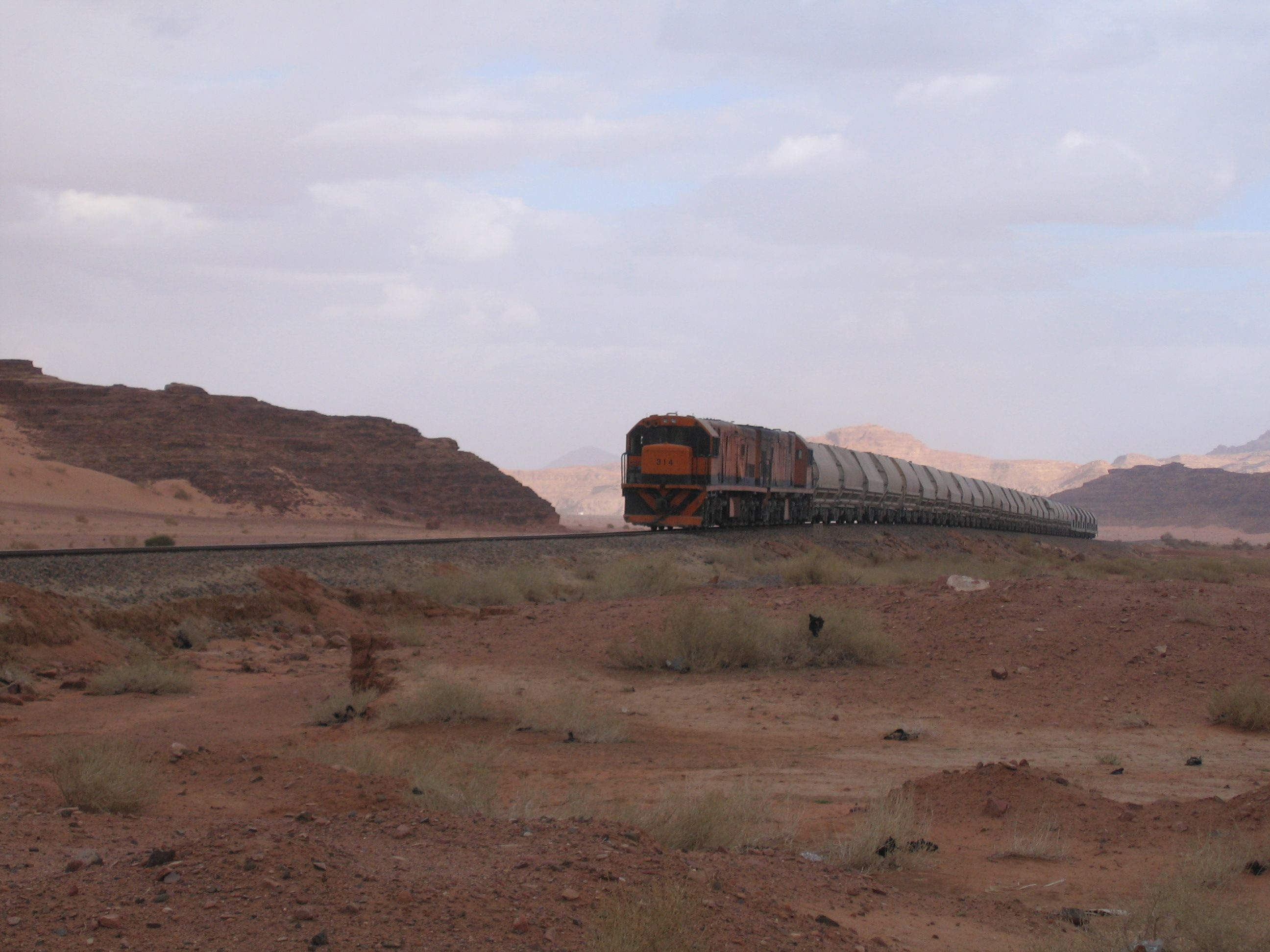
Pociąg na trasie Akaby

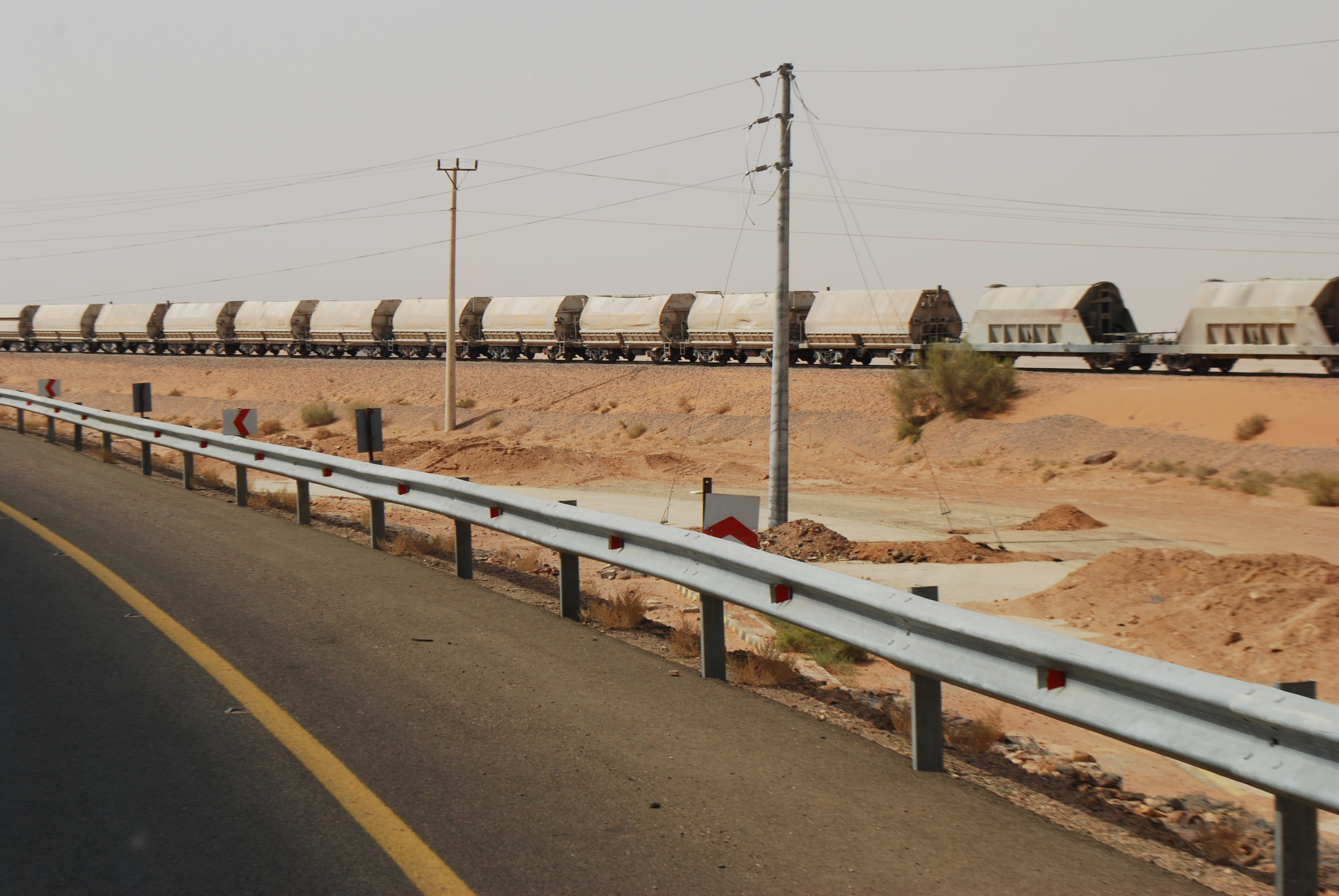
Pociąg wiozący fosforyty, przejeżdżający w pobliżu Desert Highway

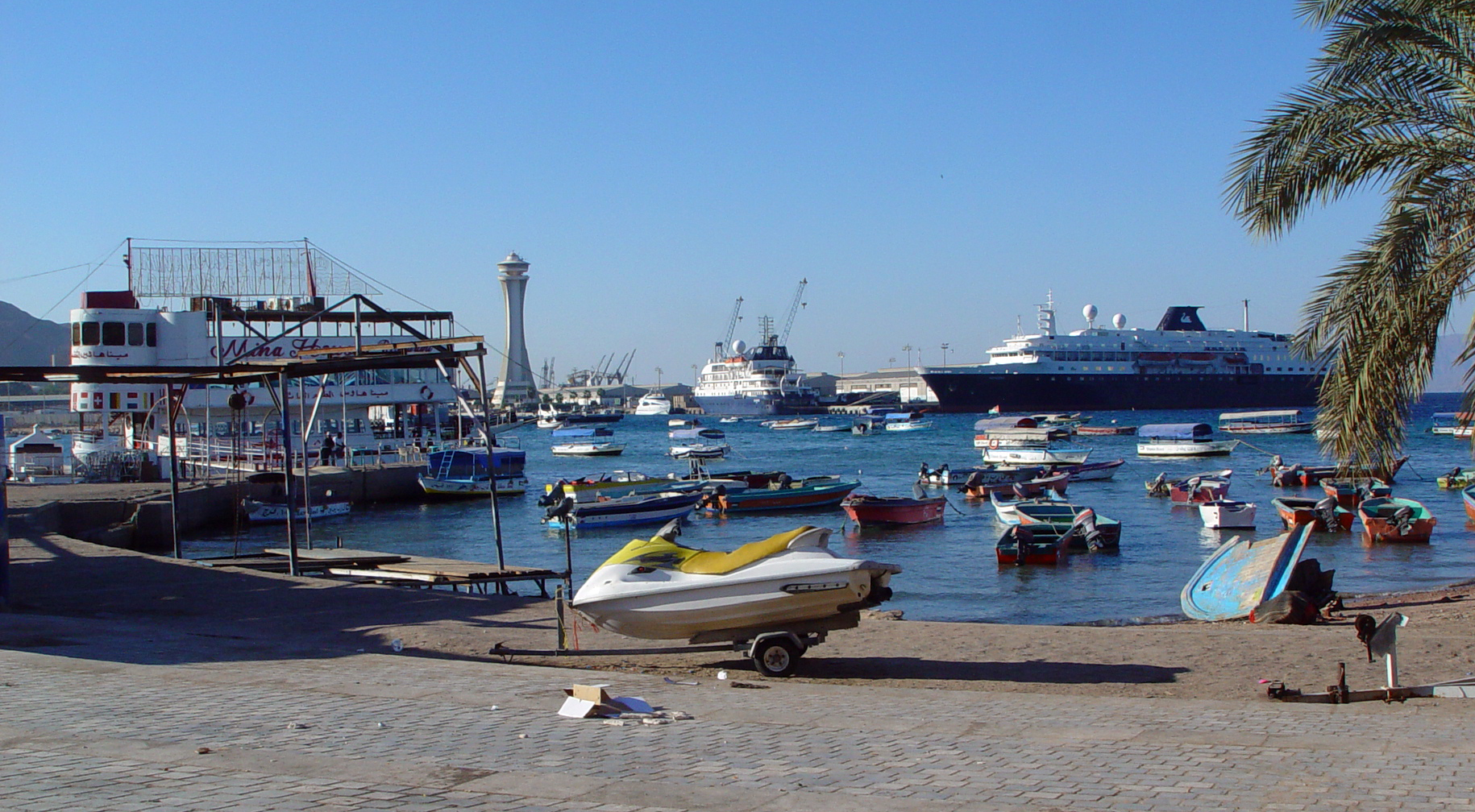
Port Akaba

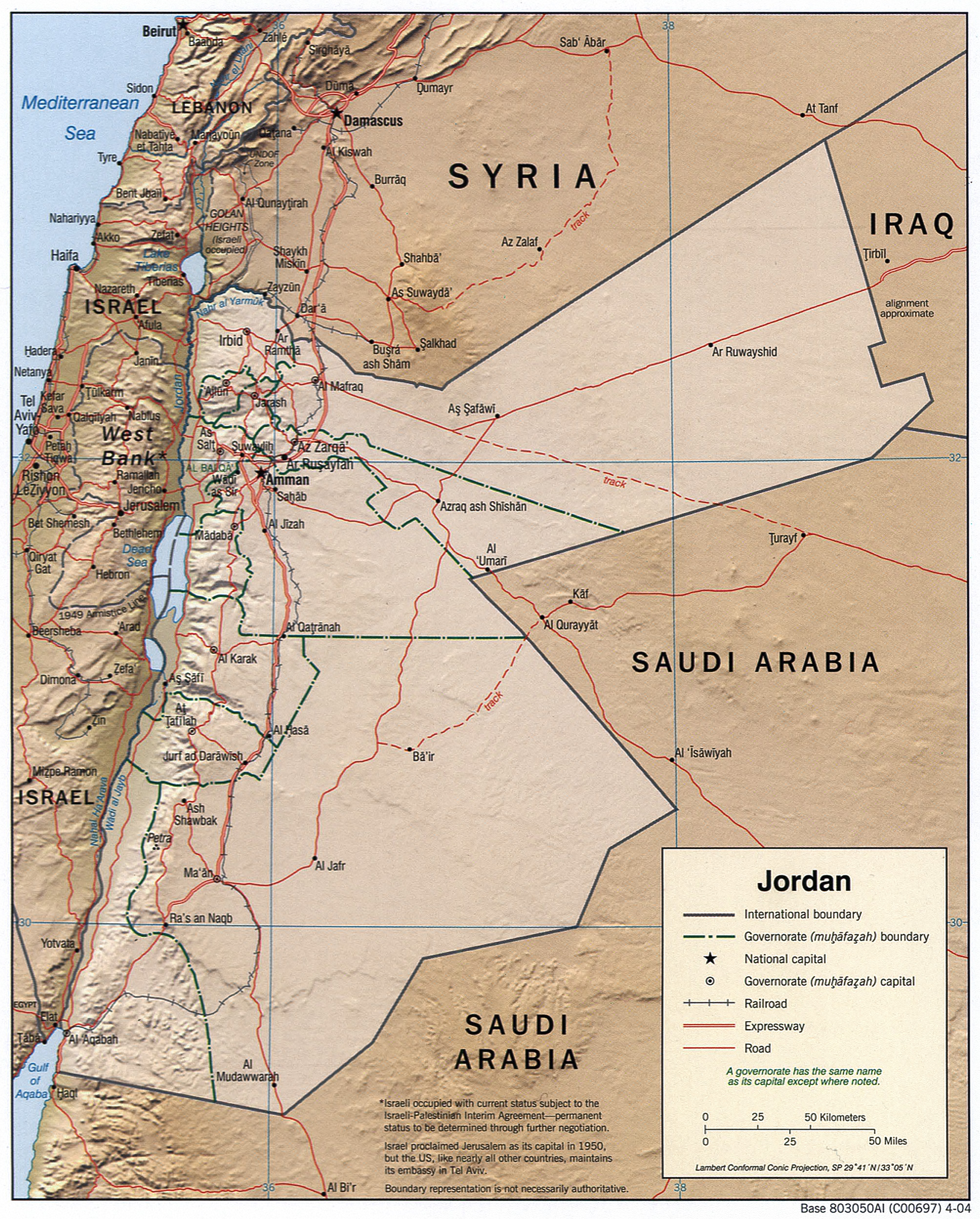
Mapa Jordanii z 2004.
Legenda w kolejności od góry do dołu:
granica państwowa
granica muhafazatu
stolica kraju
stolica muhafazatu
linia kolejowa
droga szybkiego ruchu
droga

Jordania posiada rozwinięty system transportu publicznego i prywatnego, wyłączając kolej. W Jordanii działają trzy międzynarodowe lotniska oraz linia kolejowa Hidżaz Jordania, która obsługuje jeden pociąg pasażerski dziennie, jeżdżący w obydwie strony.

## Drogi
Szacuje się, że w 2009 roku Jordania miała 7891 km dróg utwardzonych. Do jej głównych autostrad należą:
- Autostrada 15 (Desert Highway): łączy granicę syryjską z Ammanem i portowym miastem Akaba, położonym nad Zatoką Akaba. Jest to prawie w całości czteropasmowa, dwujezdniowa droga, od granicy z Syrią do skrzyżowania z drogą do Petry.
- Autostrada 35 (King’s Highway): łączy Irbid w północnym regionie z Akabą. Nazwa oraz trasa autostrady nawiązuje do historycznej King’s Highway. Na odcinku od Irbidu do Ammanu ma cztery pasy ruchu na dwujezdniowej jezdni.
- Autostrada 65 (Dead Sea Highway): łączy Akabę z północno-zachodnim regionem Jordanii.
  - Pierwsza część autostrady (Safi – Akaba) została zbudowana w 1978 roku w ramach projektu Red Sea – Dead Sea Access. Łączy Safi, południowy kraniec Morza Martwego, z Akabą, północnym punktem Morza Czerwonego.
- Autostrada Jordan: otacza miasto Amman i łączy je z Dżarasz oraz Irbid

## Linie kolejowe
Łączna długość linii kolejowych Jordanii wynosi 507 km. Jest to kolej głównie wąskotorowa o rozstawie 1050 mm (stan na 2008 rok). Sieć obsługują dwie spółki:
- Linia kolejowa Hidżaz Jordania: jedyna kolej pasażerska działająca obecnie w Jordanii, łącząca Amman z syryjskim Damaszkiem i przejeżdżająca przez miejscowości Az-Zarka oraz Al-Mafrak. Odcinek przebiegający przez Syrię jest jednocześnie jedynym odcinkiem syryjskiej sieci kolejowej, która nie działa na standardowym rozstawie torów.
- Spółka kolejowa Akaba: kolej towarowa, zajmująca się transportem fosforanów z kopalni położonych na południu kraju do portu w Akabie[1].

### Plany
W ramach przyszłej rozbudowy rząd Jordanii zaczął nabywać grunty pod nowe trasy kolejowe. Badania przeprowadzone przez BNP Paribas wykazały, że plany obejmują prace nad trzema trasami. Są to:
1. Trasa wiodąca od granicy syryjskiej, przez Az-Zarkę, do granicy saudyjskiej; W jej ramach wymieniona zostanie część torów linii Hidżaskiej;
2. Trasa łącząca główną linię z Akabą oraz idąca z Al-Mafrak do Irbid, zastępująca tym samym kolejne odcinki starej kolei Hidżaskiej;
3. Trasa do granicy irackiej.

Z powodu pakietu ulg ekonomicznych, który rząd wprowadził pod koniec 2010 roku, oraz protestów w Jordanii, które miały miejsce w 2011, zadecydowano o zmniejszeniu poziomu finansowania trzyletniego planu inwestycji kapitałowych w krajową sieć kolejową o 72 procent, żeby móc te pieniądze m.in. przetransferować do programów ulgowych. Z tego powodu projekt rozwoju został odroczony w czasie i nie jest jasne, kiedy planowany plan rozbudowy kolei zostanie zrealizowany.
Planowano także uruchomienie systemu lekkiej kolei między Ammanem i Az-Zarką oraz zbudowanie linii metra w Ammanie.
Obecnie działają dwa połączone ze sobą, ale nie funkcjonujące w sposób ciągły odcinki kolei Hidżaskiej:
- Z Ammanu w Jordanii do Syrii, jako „Linia kolejowa Hidżaz Jordan”.
- Z kopalni fosforytów w pobliżu Ma’an do Zatoki Akaba jako „Linia kolejowa Akaba”.

W sierpniu 2011 r. rząd Jordanii zatwierdził budowę linii kolejowej z Akaby do granicy irackiej (w pobliżu miasta Trebil). W tym samym czasie Irakijczycy rozpoczęli budowę swojego odcinka od granicy do torów położonych w miejscowości Ramadi.

### Oś czasu
- 2008 – Propozycje nowych połączeń międzynarodowych[5].
- 2007 – Chiny odbudują linię Hidżaz
- 2006 – Inne propozycje kolejowe[6]

- Izraelski dziennik biznesowy Globes poinformował, że na listopadowym spotkaniu izraelskiego ministra transportu Shaula Mofaza z ambasadorem Jordanii w Tel Awiwie minister transportu oznajmił, że narody europejskie są zainteresowane finansowaniem budowy linii kolejowej Hajfa – Irbid – Amman.

- 2005

- Jordański minister transportu Saoud Nseirat skomentował wypowiedź izraelskiego ministra transportu Meira Shitrita z 12 grudnia. Shitrit zapowiedział wtedy, że chce zaproponować powstanie nowej normalnotorowej linii kolejowej, która połączyłaby izraelską Hajfę z jordańskim Irbidem, a także przechodziła przez most Allenby’rego oraz miasto Dżanin. Część jordańska projektu kosztowałaby ok. 300 milionów dolarów. Nseirat odrzucił ten pomysł, zauważając, że nie było żadnych wcześniejszych rozmów między obydwoma krajami w tej sprawie, ani nie było propozycji takiego połączenia ze strony jordańskiego rządu. Shitrit planował złożyć oficjalnie tę propozycję na konferencji śródziemnomorskich ministerstw transportu, odbywającej się 20 grudnia w Marrakeszu.

- - Jordańska Komisja Regulacyjna Transportu Publicznego zawarła umowę z konsorcjum sektora prywatnego, po przeprowadzeniu przetargu, w celu opracowania systemu lekkiej kolei między stolicą Jordanii Ammanem, a pobliskim miastem przemysłowym Az-Zarka. Projekt ten, który ma zostać uruchomiony do 2011 r., będzie pierwszym partnerstwem publiczno-prywatnym (PPP) dotyczącym kolei miejskiej na Bliskim Wschodzie. System będzie obsługiwany za pomocą lekkich pojazdów szynowych z napędem elektrycznym, operujących na podwójnym torze o rozstawie 1435 milimetrów każdy (szerokość normalnotorowa). Łączna długość systemu wynosić będzie około 25 kilometrów. Większość trasy kolejki, pomiędzy Al-Mahattą (w Ammanie), a Nową Az-Zarką, powstanie w obrębie istniejącej kolei Hidżaskiej (22,2 kilometrów). Komisja Regulacyjna Transportu Publicznego szacuje, że lekka kolej przewozić będzie około 45,000 pasażerów dziennie w ciągu pierwszego roku działania. Kanadyjska firma CPCS była głównym doradcą w sprawie zawartego partnerstwa między rządem, a spółką PTRC.
  - CPCS doradzał też rządowi Jordanowi w sprawie prywatyzacji spółki kolejowej Akaba, działającej na linii Ma’an-Akaba. Linia ta do tej pory służyła do transportu fosforytów z kopalni zlokalizowanych w Ma’anie. W planach Komisji było zmodernizowanie starej wąskotorówki (1050 mm) i wymienienie jej na nowy tor.

## Rurociągi
- Gazowe: 473 km;
- Ropy naftowej: 49 km

## Porty i przystanie
Port w mieście Akaba nad Zatoką Akaba jest jedynym portem morskim Jordanii.

## Marynarka handlowa
Łącznie jordańska flota handlowa ma 7 statków (o pojemności brutto wynoszącej 1000 GT lub więcej). Daje to 42,746 GT/59,100 ton nośności.
| Typy statków (1999) | Liczba |
| ------------------- | ------ |
| Masowce             | 2      |
| Statki towarowe     | 2      |
| Kontenerowce        | 1      |
| Bydłowce            | 1      |
| Ro-ro               | 1      |

Rządy Jordanii, Egiptu i Iraku są właścicielami oraz operatorami spółki Arab Bridge Maritime, która jest największą firmą transportu pasażerskiego na Morzu Czerwonym.

## Lotniska
Jordan posiada 18 lotnisk (stan na 2012 rok).

### Lotniska – z utwardzonymi pasami startowymi
W roku 2012 istniało łącznie 16 portów lotniczych na terenie Jordanii, z których główne to:
- Międzynarodowy port lotniczy im. Królowej Alii w Ammanie
- Międzynarodowy Port Lotniczy im. Króla Husajna w Akabie
- Port lotniczy Marka w Ammanie
- Port lotniczy Szachid Mwaffak – lotnisko wojskowe w Al-Azrak asz-Szamali

| Lotniska                                             | Liczba |
| ---------------------------------------------------- | ------ |
| razem (stan na 2012)                                 | 16     |
| z pasem startowym dłuższym niż 3 km                  | 8      |
| z pasem startowym o długości między 2438 m, a 3048 m | 5      |
| z pasem startowym krótszym od 910 m                  | 1      |

### Lotniska – z nieutwardzonymi pasami startowymi
- Łącznie (2012): 2
- Krótsze od 914,4 m: 2

### Heliporty (stan 2016)
56

## Mapy
- Mapa UNHCR Atlas – większość stacji jest nienazwanych